# Douăsprezece mii de capete de vite
„Douăsprezece mii de capete de vite” este o nuvelă fantastică a lui Mircea Eliade. Ea a fost scrisă în decembrie 1952 la Paris și publicată în anul 1963 în volumul Nuvele, tipărit de Cercul de Studii «Destin» din Madrid. Nuvela a fost inclusă apoi în volumul La țigănci și alte povestiri, tipărit în anul 1969 de Editura pentru literatură din București.
Subiectul acestei nuvele îl reprezintă o stranie călătorie în timp trăită de un comerciant de vite pe o stradă din București în timpul celui de-al Doilea Război Mondial. Auzind o sirenă ce anunța un raid aerian, Iancu Gore se refugiază într-un adăpost antiaerian, unde se aflau deja trei persoane, pentru ca mai târziu să afle că adăpostul fusese distrus într-un bombardament ce avusese loc cu mai mult de o lună în urmă. Experiența sa tulburătoare nu este crezută însă de nimeni.
Nuvela prelucrează o legendă urbană bucureșteană despre întâlnirea unui bărbat cu două femei bătrâne, despre care află mai târziu că muriseră cu mult timp în urmă. Atmosfera în care irumpe fantasticul are la început, potrivit criticului Alex Ștefănescu, un aer prozaic, caragialian. Bucureștiul descris cu nostalgie de Eliade este un spațiu imaginar, toropit de căldură, ca în Momentele și schițele lui Caragiale, în care personajele par narcotizate și se agită steril.

## Rezumat

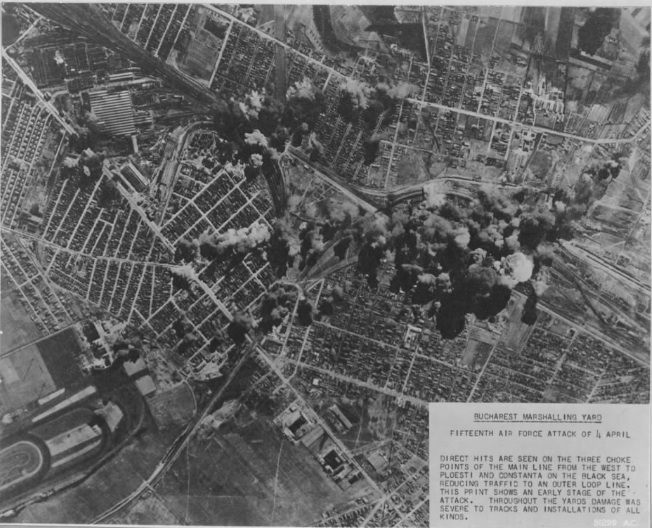
Bombardarea Bucureştiului de către avioane americane la 4 aprilie 1944.

Pe la jumătatea lunii mai a anului 1944, în timpul celui de-al Doilea Război Mondial, comerciantul Iancu Gore, „om de încredere și de viitor” care venise de la Pitești la București pentru obținerea unei autorizații de export din partea Ministerului de Finanțe, intră într-o cârciumă. El încearcă să afle informații despre un funcționar ministerial pe nume Păunescu, care locuia într-o casă de pe strada Frumoasei nr. 14, aflată în apropierea cârciumii. Gore îl mituise anterior cu trei milioane de lei pentru a-i facilita emiterea unui permis de liberă trecere peste graniță pentru 6.000 de vite. Cârciumarul îl informează pe Gore că funcționarul se mutase imediat după bombardamentul din 4 aprilie 1944, casa în care locuise fiind în prezent pustie.
Trecând de ora 12, după care nu mai aveau loc de obicei bombardamente aeriene asupra capitalei, Iancu Gore iese din cârciumă și merge pe strada Frumoasei. El se duce la casa lui Păunescu și sună la sonerie, zadarnic și fără oprire. La un moment dat aude o sirenă ce anunța apropierea unor avioane de luptă inamice și pornește în fugă în susul străzii, găsind într-un sfârșit un adăpost antiaerian în care se aflau deja două femei și un bărbat. Gore se adăpostește acolo, dar cei trei necunoscuți (o femeie de condiție bună, madam Popovici, o servitoare pe nume Elisaveta și un chiriaș bătrân, judecătorul Protopopescu) par să îl ignore și continuă să discute între ei, ca și cum nu ar remarca prezența lui.
După încetarea alarmei Gore iese din adăpost și se întoarce la cârciuma pe care o părăsise cu o oră în urmă. El îi relatează cârciumarului scena la care asistase, dar află consternat că vecinii lui Păunescu muriseră de fapt în timpul bombardamentului aerian din 4 aprilie 1944, adică cu mai mult de 40 de zile în urmă, după ce o bombă căzuse exact deasupra adăpostului aflat în fundul curții. În plus, Gore află că nu avusese loc nicio alarmă în această zi.
Nedumerit și fiind convins că nu a visat, Gore pune rămășag cu un grup de muncitori, pe o damigeană de rachiu, că le va arăta adăpostul și pe cele două femei care locuiau în casa în a cărei curte se afla adăpostul. Ei pornesc împreună în susul străzii, iar comerciantul se simte dezorientat, nemairecunoscând zona pe unde alergase cu câteva minute mai înainte. Pe o porțiune de câțiva zeci de metri toate casele erau dărâmate, fiind transformate într-un morman de cărămizi și moloz, iar trotuarul era spart în mai multe locuri. Un tânăr îi arată casa lui madam Popovici, care fusese dărâmată de suflul exploziei produsă de căderea bombei pe adăpostul antiaerian. Nefiind convins de ceea ce vede și crezând că toți ceilalți oameni sunt nebuni, Gore încearcă să treacă strada, dar, la strigătele muncitorilor, se întoarce furios și le plătește pariul pierdut. În acel moment, drumul este traversat de Ionică, un copil pe care o femeie tânără îl căuta de o oră, imediat după ce Gore auzise sunând alarma de bombardament.

## Personaje
- Iancu Gore — comerciant de vite din Pitești,[13] sosit la București pentru a obține o autorizație de export,[7][8] care se recomandă a fi „un om de încredere și de viitor”.[5] Este un individ lăudăros și plin de sine, pe care-l deranjează nu atât paguba, cât faptul că a fost înșelat de un escroc.[25][26]
- domnul Costică — cârciumar bucureștean ușor șchiop,[27] care lucrează într-un local de pe strada Frumoasei.[28]
- madam Popovici — o femeie de condiție bună, văduvă, cam la vreo 50 de ani, proprietara casei de pe strada Frumoasei nr. 74[5][6]
- Elisaveta — servitoare în casa lui madam Popovici,[5][6] femeie sperioasă și bigotă venită de la Constanța cu 12–13 ani în urmă[29]
- Protopopescu — judecător bătrân, chiriaș al lui madam Popovici[22]
- un grup de muncitori — intrați să bea o țuică în cârciuma lui Costică.[5][28] Ei au curățat strada Frumoasei de dărâmăturile produse de bombardamentul din 4 aprilie.[28] Îl însoțesc pe Gore în locul unde acestea din urmă credea că stătuse ascuns.[3]
- copilul Ionică și tânăra sa mamă — doi locuitori de pe strada Frumoasei, care apar în niște circumstanțe stranii[16]

### Surse de inspirație

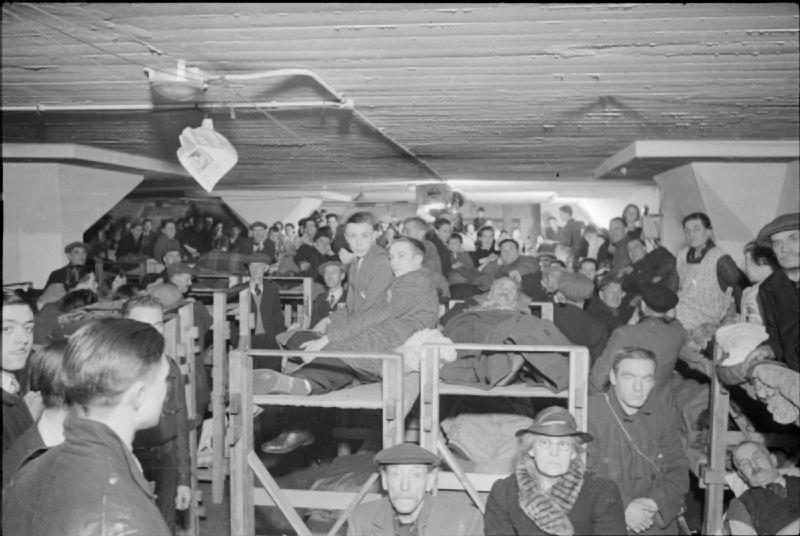
Interiorul unui adăpost antiaerian din Londra în 1940

### Stil narativ

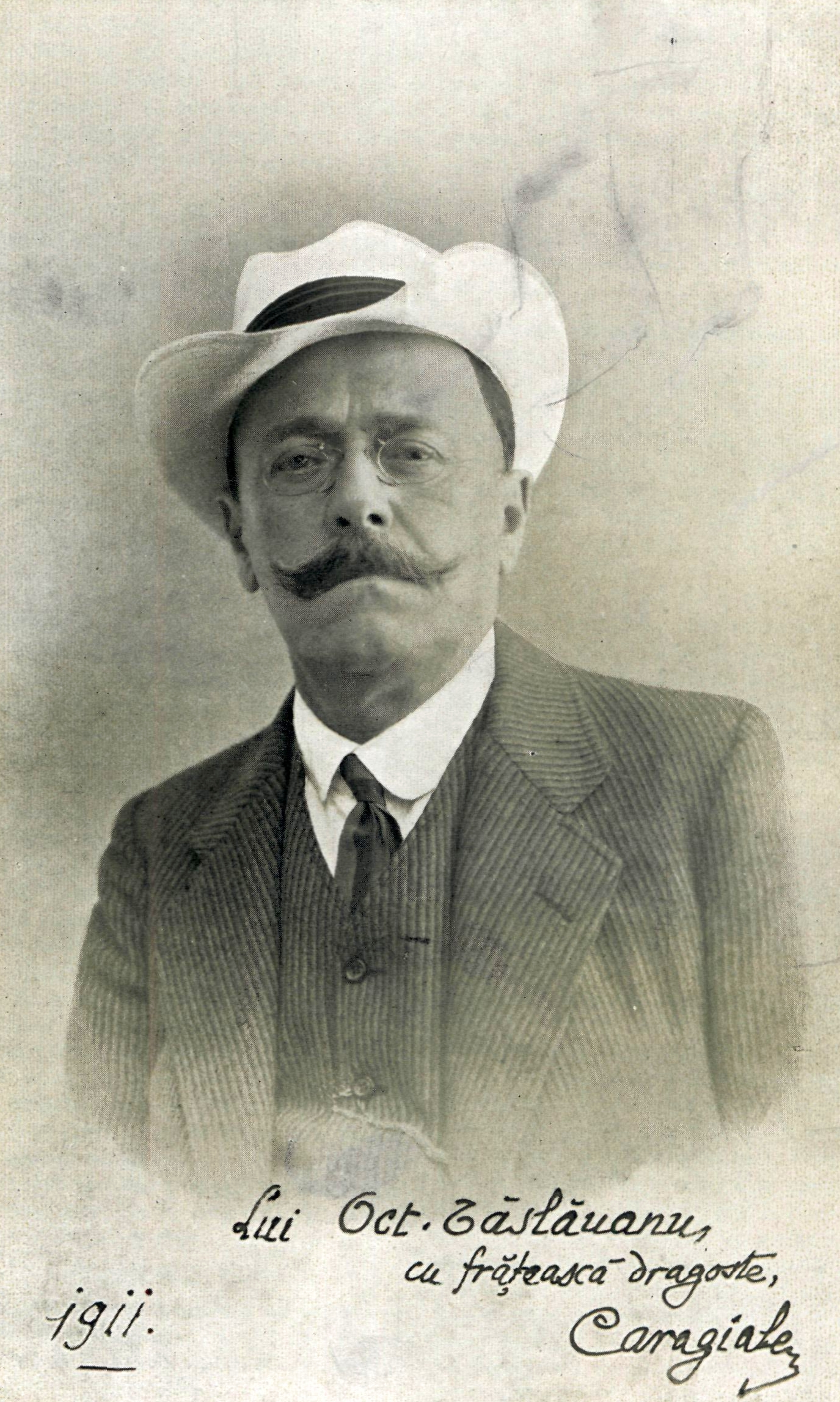
Stilul narativ al acestei nuvele a fost influențat de stilul schițelor lui I.L. Caragiale.

## Aprecieri critice

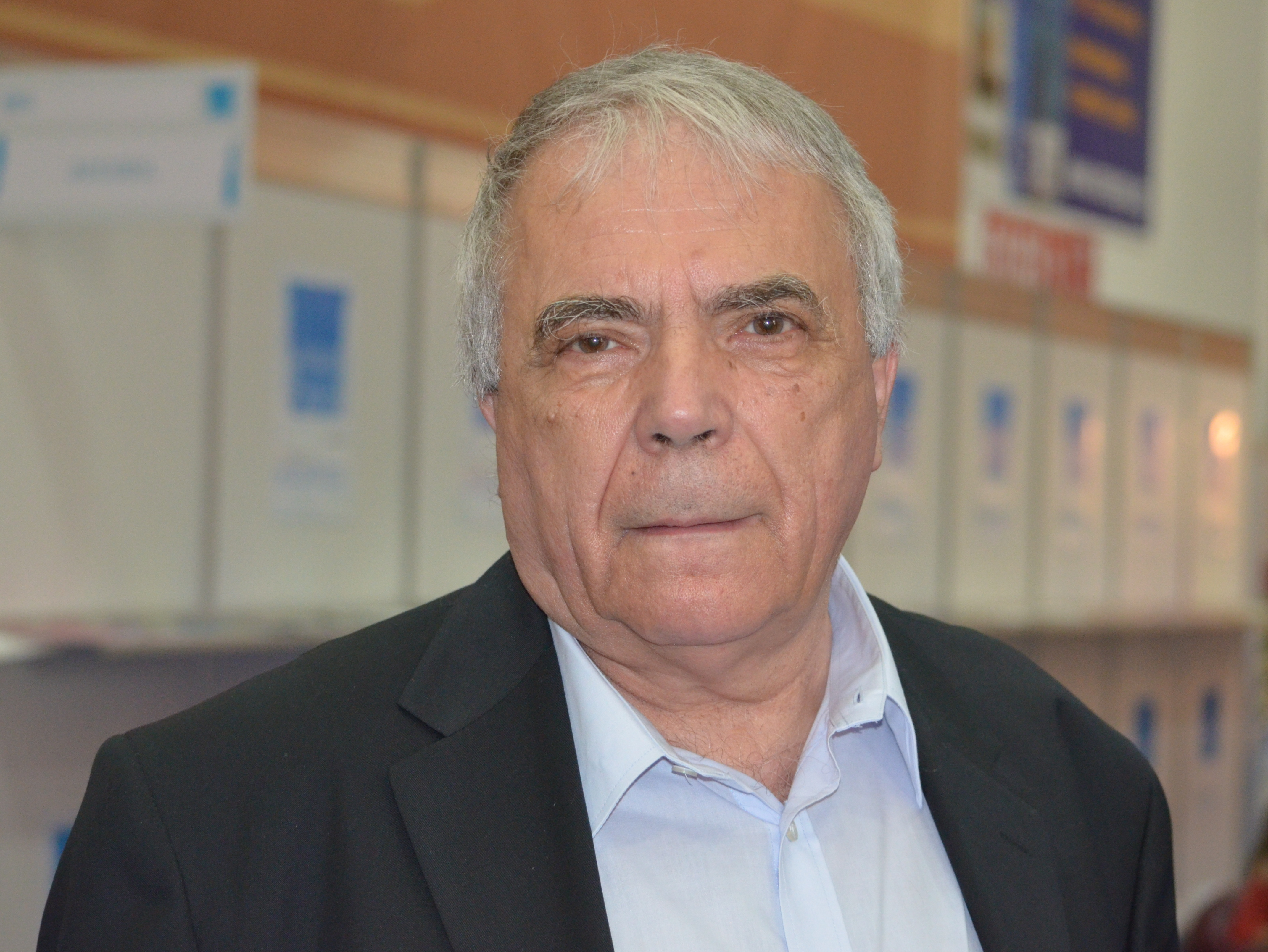
Criticul Nicolae Manolescu considera această nuvelă „probabil cea mai pură narațiune fantastică a lui Eliade” scrisă în perioada exilului

## Scriere și publicare